# Rode (Idstein)
Koordinaten: 50° 22′ 6,1″ N, 8° 25′ 45″ O
Rode ist eine Wüstung im südhessischen Rheingau-Taunus-Kreis und lag am Westrand von Idstein. Die Siedlung wurde 1252 erstmals urkundlich erwähnt und ist bis 1455 nachgewiesen.

## Lage und Geschichte
Die Siedlung lag nordwestlich der Kernstadt von Idstein im heutigen Nassauviertel auf dem Gelände des 2008/2009 gebauten Schwimmbades, der Tournesol-Freizeit- und Wellnessanlage. Im Mittelalter lag das Dorf einen Kilometer vor den Toren der Stadt. Historische Namensformen sind überliefert für 1252 in der Form von „Rode prope Etgenstein“, 1265 als „Rodde“ und 1375 als „Rodechin“.
Zur Geschichte der Siedlung liegen lediglich Kauf- und Schenkungsurkunden des 13. bis 15. Jahrhunderts vor, in denen Güter oder Zehnte weitergegeben werden: In der Ersterwähnungsurkunde von 1252 bekundet Graf Heinrich von Weilnau die Schenkung eines halben Hofes an das Kloster Eberbach im Rheingau. Für 1265 liegt eine Schenkungsurkunde über Güter „zu Rode“ an das Kloster Thron bei Wehrheim. Für 1375 liegt eine weitere Verkaufsurkunde vor, zudem eine Urkunde über das Zehntrecht. 1440 und 1455 bilden Verkäufe ebenfalls über Zehnrechte den Abschluss der Überlieferung. Wann der Ort aufgeben wurde, ist unklar.
Heute erinnert noch der Straßenname Rodergasse an das ausgegangene Dorf. Die Gasse führte zum gleichnamigen Rodertor – davor lag das Roderfeld. Bei der Aufgabe des Dorfes sollen die verbliebenen Bewohner von Rod in diese Rodergasse gezogen sein.